# Момоциха
Момоциха (пол. Momocicha) — село в Польщі, у гміні Радошиці Конецького повіту Свентокшиського воєводства.
Населення — 220 осіб (2011).
У 1975-1998 роках село належало до Келецького воєводства.

## Демографія
Демографічна структура на день 31 березня 2011 року:
|          | Загалом | Допрацездатний вік | Працездатний вік | Постпрацездатний вік |
| -------- | ------- | ------------------ | ---------------- | -------------------- |
| Чоловіки | 117     | 18                 | 87               | 12                   |
| Жінки    | 103     | 16                 | 60               | 27                   |
| Разом    | 220     | 34                 | 147              | 39                   |